# Ronsecco
Ronsecco (Ronsuch in Piedmontese) là một đô thị ở tỉnh Vercelli trong vùng Piedmont thuộc Ý, có cự ly khoảng 50 km về phía đông bắc của Torino và khoảng 13 km về phía tây nam của Vercelli. Tại thời điểm ngày 31 tháng 12 năm 2004, đô thị này có dân số 606 người và diện tích là 24,5 km².
Ronsecco giáp các đô thị: Bianzè, Crova, Desana, Lignana, Tricerro, Trino, và Tronzano Vercellese.